# Pauluskirche (Breslau)

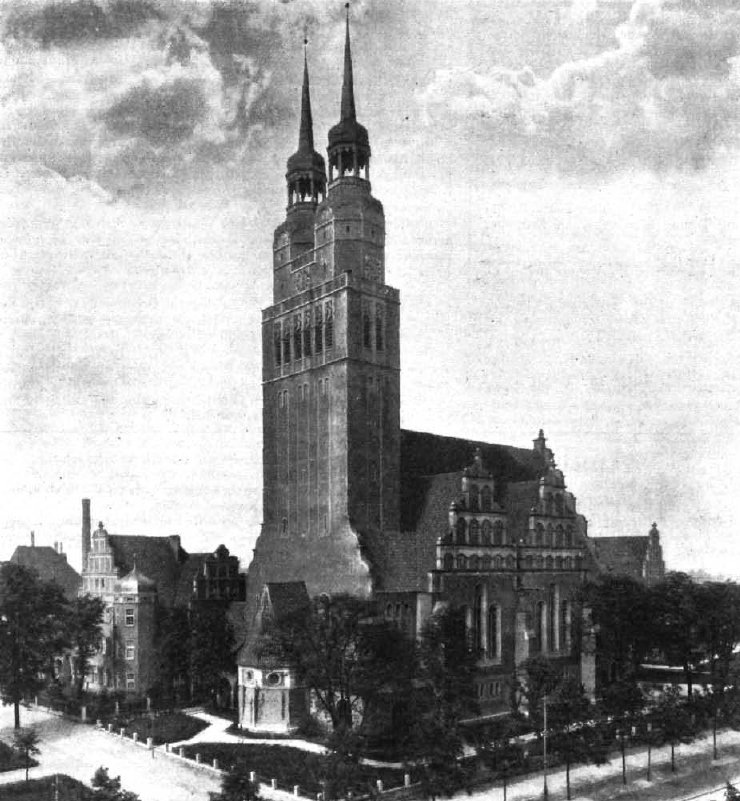
Pauluskirche, um 1913

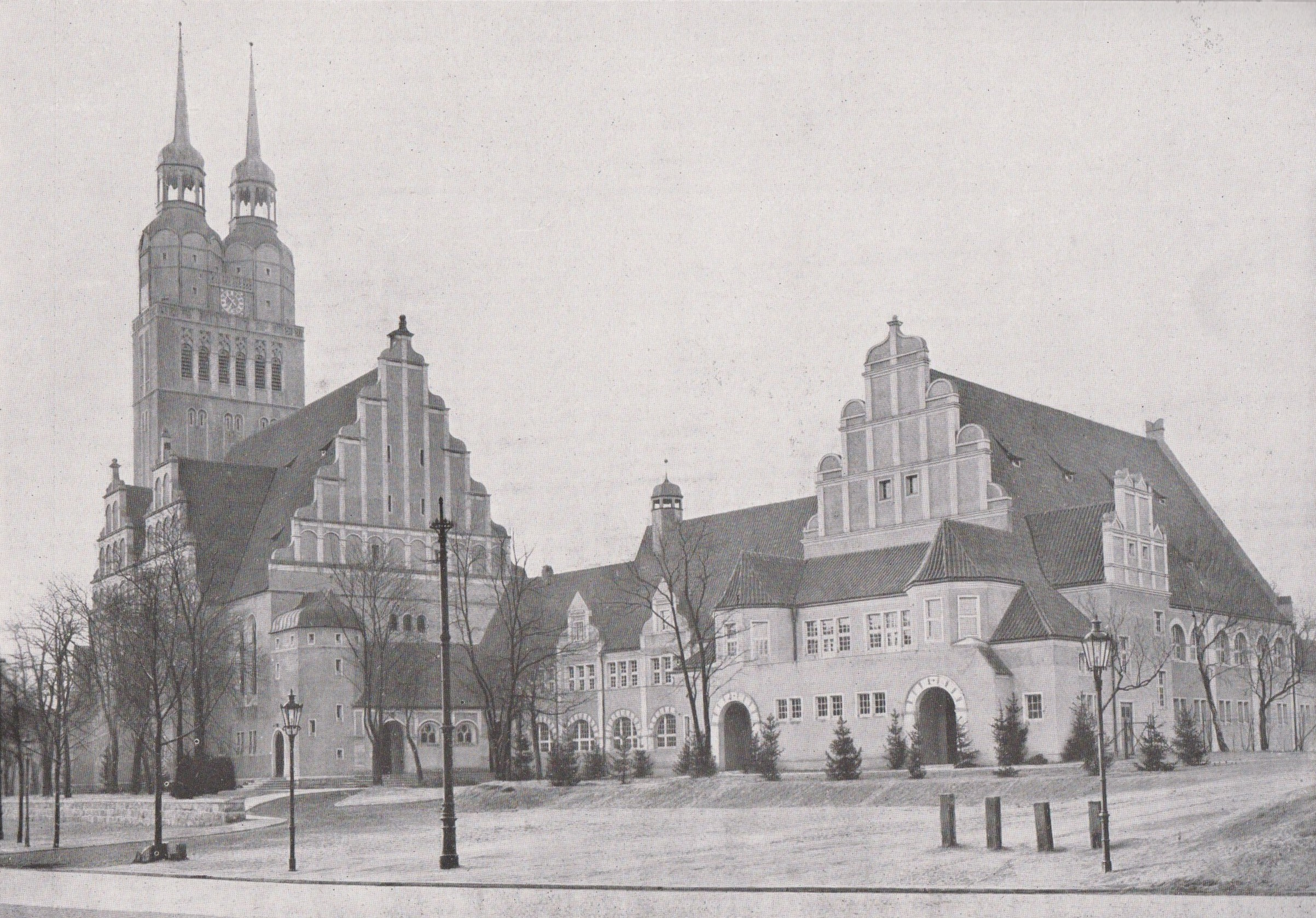
Rückseite der Pauluskirche mit angrenzenden Pfarrhaus

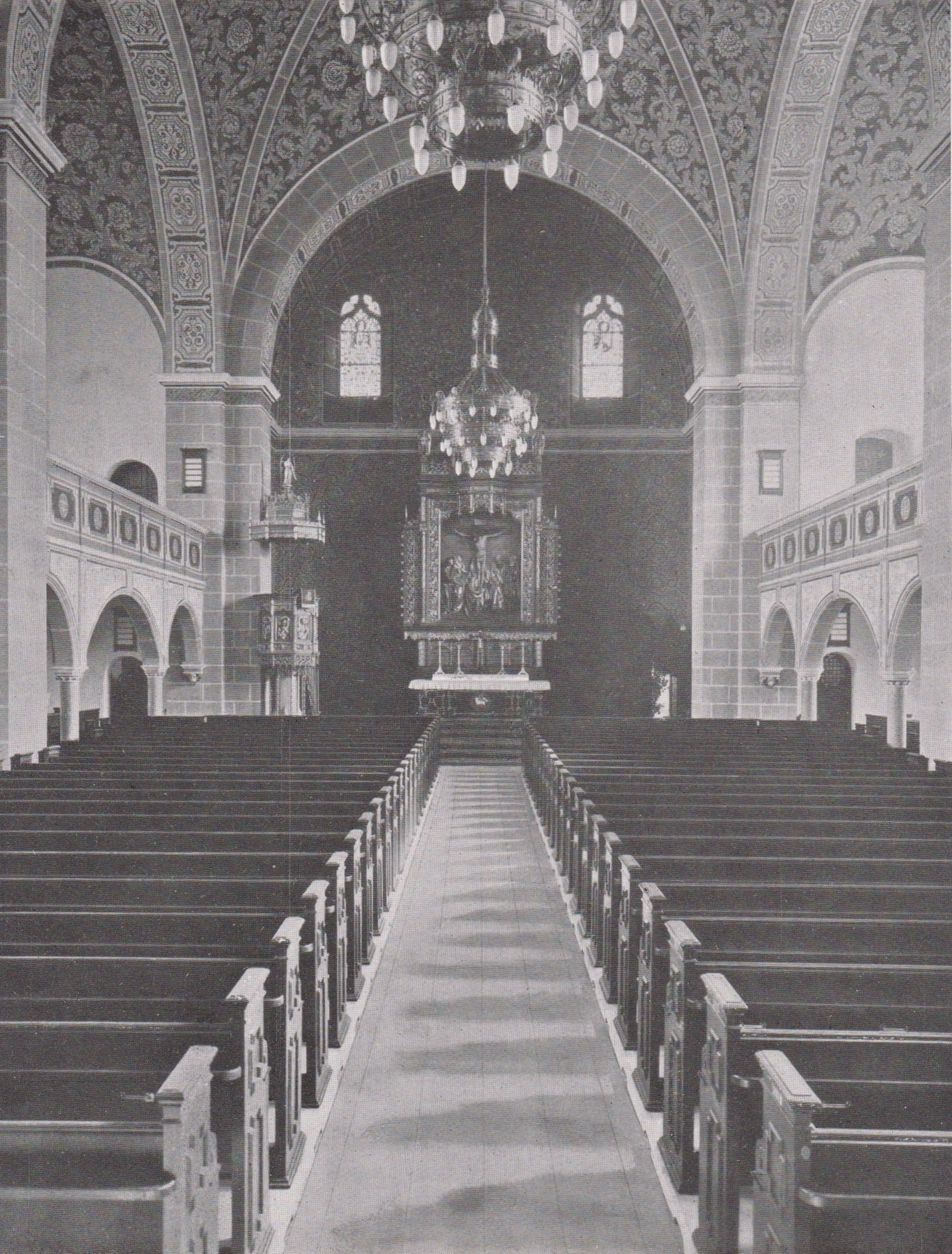
Innenraum der Pauluskirche

Die Pauluskirche in Breslau war eine 1911–1913 im Stil der Neorenaissance erbaute evangelische Kirche im Stadtteil Westend (poln. Szczepin); sie stand am Striegauer Platz (heute plac Strzegomski) und wurde 1945 während der Schlacht um Breslau gesprengt.

## Geschichte
Die Pauluskirche ging aus aus einem 1907 durchgeführten Architekturwettbewerb hervor, in dem der erste Preis dem Entwurf des Architekten und preußischen Baubeamten Arthur Kickton zuerkannt wurde. Kickton hatte bereits mehrere Kirchen gebaut und orientierte sich hier an den Ideen der Heimatkunstbewegung. 1911 begannen die Bauarbeiten für das Gotteshaus, zur gleichen Zeit entstanden angrenzend zwei Pfarrhäuser und ein Gemeindehaus. 
Am 17. März 1913, dem hundertsten Jahrestag des Aufrufs des preußischen Königs Friedrich Wilhelm III. „An mein Volk“ in Breslau, wurde die Pauluskirche geweiht. Von der Weihe bis zu seinem Tod 1940 war Paul Viebig Pfarrer an der Pauluskirche, der als wichtiges Mitglied des Pfarrernotbunds aktiv am Widerstand gegen den Nationalsozialismus beteiligt war. 1919 wurde Fritz Lubrich Oberorganist der Kirche. Der auf Viebig folgende, ebenfalls systemkritische Pfarrer Kurt Bornitz (1899–1945) wurde im Januar 1945 auf Anordnung der Gestapo in Breslau erschossen.
Da die Kirche und die umliegenden Gebäude von der deutschen Wehrmacht zu einem Zentrum des Widerstands gegen die vorrückende Rote Armee ausgebaut worden waren und sich zudem ein Artilleriebeobachtungspunkt im Kirchturm befand, wurde diese durch einen vom sowjetischen Leutnant Nikolaj Michailowitsch Krilow angeführten Sprengpioniertrupp des 57. Pionierbataillons mit 450 Kilogramm Sprengstoff hinter den feindlichen Linien gesprengt, um der Infanterie ein weiteres Vorrücken in die Innenstadt zu ermöglichen. Für diesen mutigen Einsatz wurde Leutnant Krilow am 8. Mai 1945 der Rotbannerorden verliehen. Die Ruine wurden einige Jahre später vollständig abgetragen, ähnlich wie bei den meisten stärker beschädigten und nicht denkmalgeschützten evangelischen Kirchen von Breslau.
Heute steht auf dem ehemaligen Kirchengrundstück ein Ärzte- und Sonderdiagnostikzentrum.

## Architektur
Die eigentliche Kirche bildete mit dem zugehörigen Pfarr- und Gemeindehaus sowie eingezäunten Gartenanlagen ein architektonisch geschlossenes Ensemble. Das Kirchengebäude war bestand in ihrem Grundriss aus einem Langhaus mit Kreuzflügeln und zwei schmalen Seitenschiffen. Die Architektur erinnerte an die Breslauer Dorotheenkirche sowie an die Querdächer der Kreuzkirche auf der Breslauer Dominsel. Die Kirche besaß mit ihren zwei Emporen 1400 Sitzplätze. Über dem Altar befand sich eine holzgeschnitzte lebensgroße Kruzifix-Gruppe. Die Gestaltung der beiden Giebelwände der Pauluskirche orientierten sich am Haus Unter den Greifen, einem Bürgerhaus am Breslauer Ring. 
An der Chorseite befand sich der 65 m hohe Kirchturm, der sich über der Glockenstube in kleinere oktogonale Zwillingstürme auflöste. Vorbild für die Turmhelme im Stile der Renaissance war die Elisabethkirche in der Breslauer Altstadt. 